# Тюрен
Тюре́н (фр. Turenne, окс. Torena) — коммуна во Франции, Находится в округе Брив-ла-Гайярд кантона Мессак, департамент Коррез, Новая Аквитания. Входит в список «Самых красивых деревень Франции».
Коммуна расположена приблизительно в 430 км к югу от Парижа, в 95 км южнее Лиможа, в 28 км к юго-западу от Тюля.
Код INSEE коммуны — 19273.

## Население
Население коммуны на 2008 год составляло 794 человека.
| 1962 | 1968 | 1975 | 1982 | 1990 | 1999 | 2008 |
| ---- | ---- | ---- | ---- | ---- | ---- | ---- |
| 743  | 705  | 699  | 718  | 740  | 742  | 794  |

## Экономика
В 2007 году среди 495 человек в трудоспособном возрасте (15-64 лет) 371 были экономически активными, 124 — неактивными (показатель активности — 74,9 %, в 1999 году было 68,9 %). Из 371 активных работали 350 человек (190 мужчин и 160 женщин), безработных было 21 (7 мужчин и 14 женщин). Среди 124 неактивных 29 человек были учениками или студентами, 58 — пенсионерами, 37 были неактивными по другим причинам.

## Достопримечательности
Виконты де Тюрен правили Лимузеном, Перигором и Керси в течение десяти веков. Кроме их фамильного замка, доминирующего над селением, в Тюрене сохранились башня Цезаря, башня Казначейства и частные дома XV—XVII веков. 

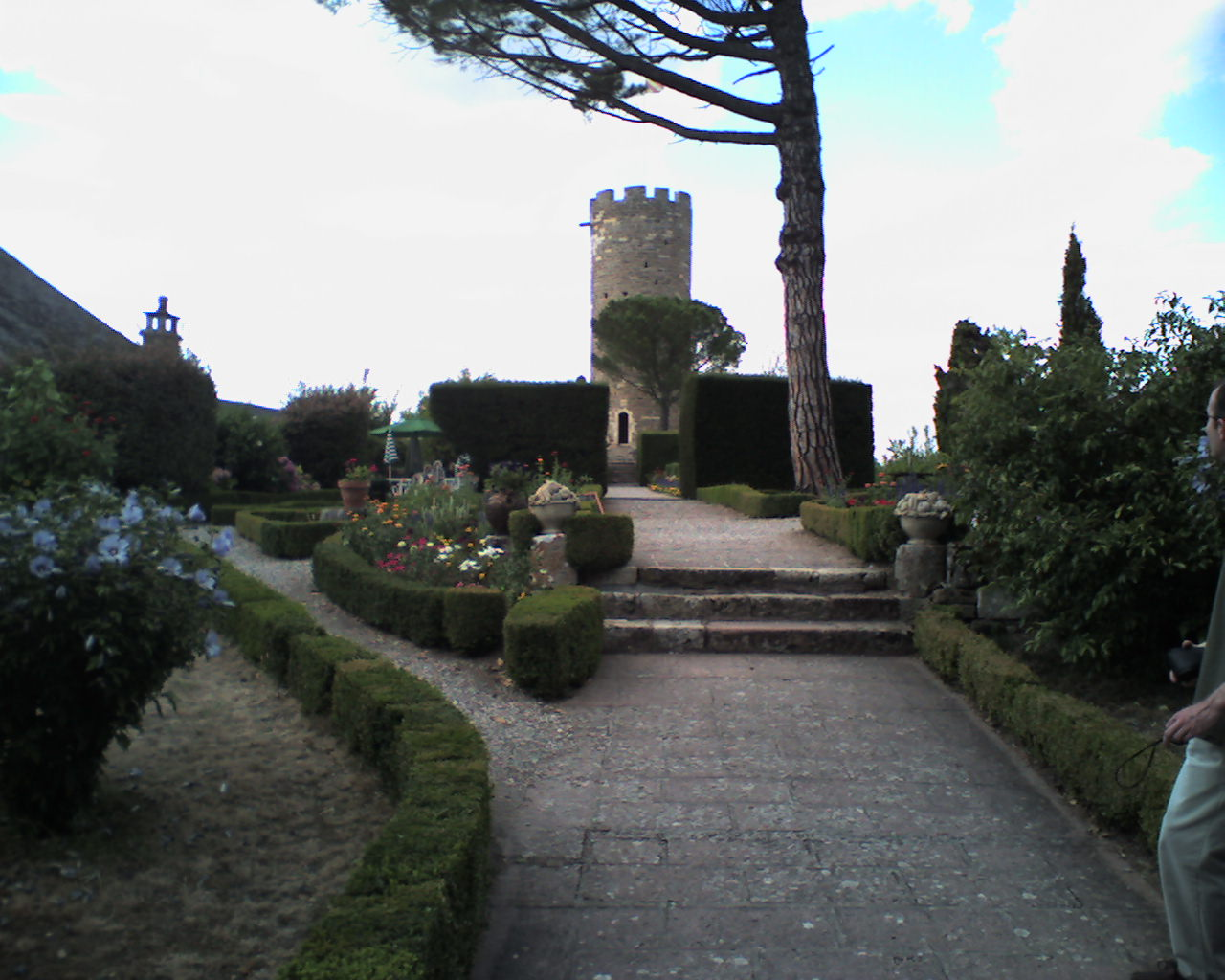
Донжон замка Тюрен
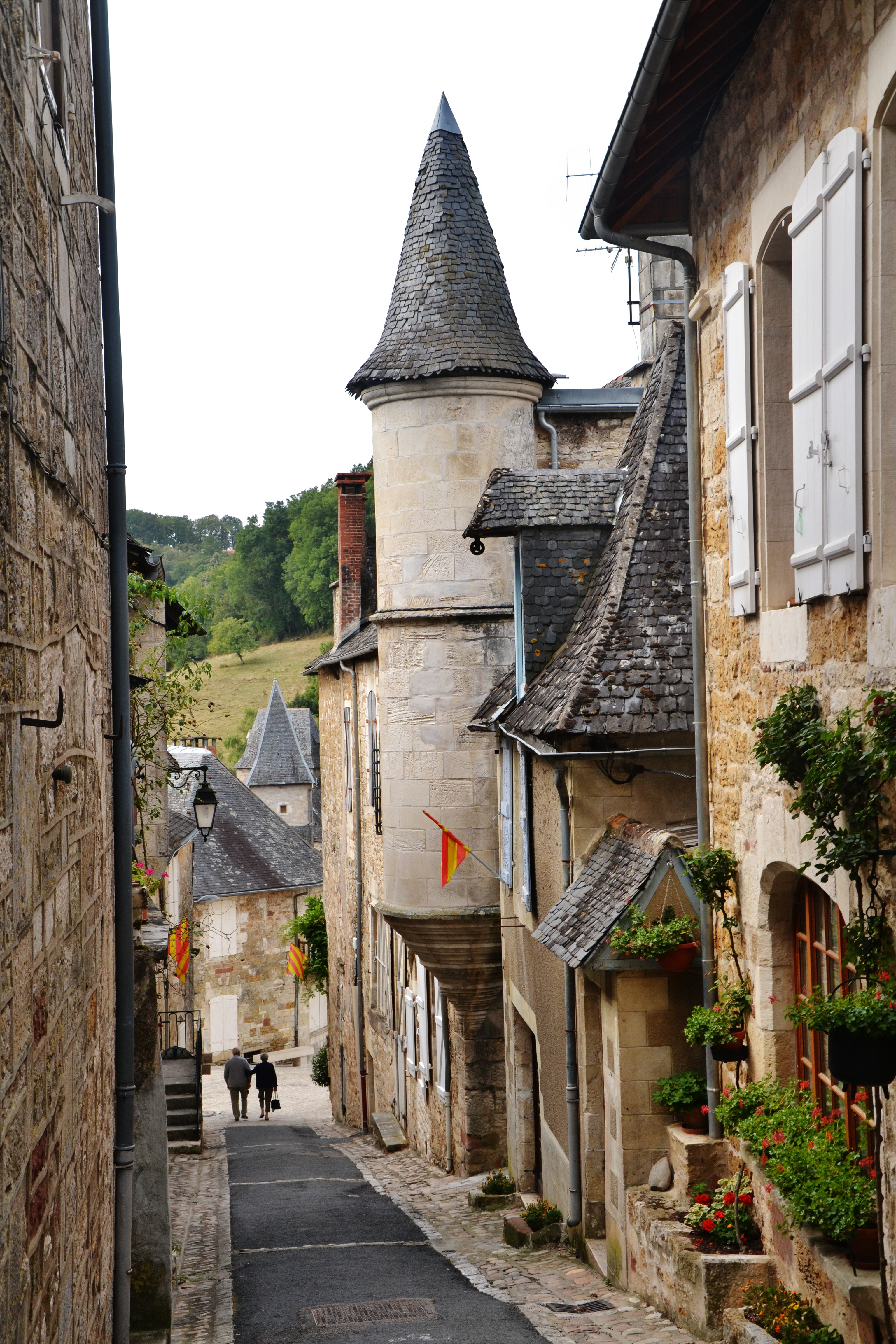
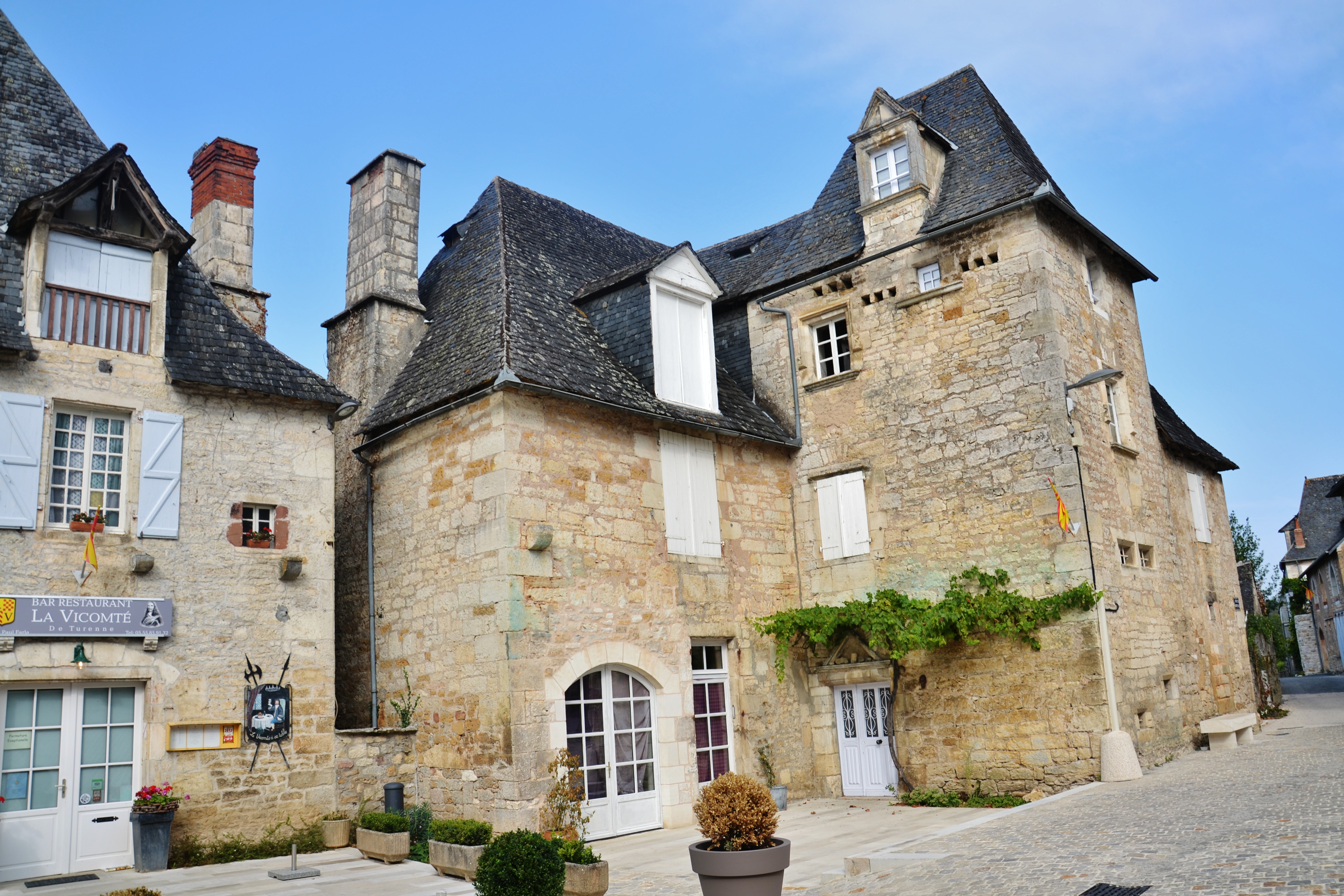